# Государственная инспекция ядерного регулирования Украины
Госуда́рственная инспе́кция я́дерного регули́рования Украи́ны (Госатомрегулирования; укр. Державна iнспекцiя ядерного регулювання Украïни, Держатомрегулювання) — центральный орган исполнительной власти, деятельность которого направляется и координируется Кабинетом Министров Украины и обеспечивает формирование и реализует государственную политику в сфере безопасности использования ядерной энергии на Украине.
Миссией Госатомрегулирования заключается в государственном регулировании ядерной и радиационной безопасности на Украине. Регулирование выполняется в соответствии с национальным законодательством и международными обязательствами страны. Оно основано на принципах независимости, беспристрастности, компетентности, ответственности, объективности и открытости, обеспечения соблюдения требований ядерной защищённости и гарантий нераспространения ядерного оружия.
Основными задачами Госатомрегулирования являются:
— формирование и реализация государственной политики в сфере безопасностого использования ядерной энергии.
— регулирование безопасности использования ядерной энергии на национальном уровне.
— осуществление полномочий компетентного органа по физической защите ядерных материалов и ядерных установок в соответствии с Конвенцией о физической защите ядерного материала и ядерных установок; по вопросам безопасной транспортировки радиоактивных материалов в соответствии с правилами ядерной и радиационной безопасности при перевозке радиоактивных материалов; по вопросам аварийного оповещения и информирования согласно Конвенции об оперативном оповещении о ядерных авариях, выполнении Соглашения между Украиной и МАГАТЭ о применении гарантий.
Государственное регулирование безопасности использования ядерной энергии предусматривает:
- законодательную инициативу и нормирование — задание нормативных критериев и требований, определяющих безопасные условия использования ядерной энергии;
- разрешительную деятельность — выдача документов разрешительного характера на осуществление деятельности в сфере использования ядерной энергии;
- государственный надзор — осуществление государственного наблюдения за соблюдением законодательства в ядерной сфере, условий документов разрешительного характера, норм и правил ядерной и радиационной безопасности, требований физической защиты, применения санкций.

## Стратегия Госатомрегулирования
Работая с персоналом, Госатомрегулирование осуществляет государственное регулирование ядерной и радиационной безопасности по международным стандартам и подбору компетентного персонала, мотивирование персонала на профессиональное исполнение своих обязанностей и постоянную приверженность к соблюдению мер безопасности, содействие профессиональному развитию сотрудников.
Госатомрегулирование ставит целью создавать атмосферу доверия, при которой все подконтрольные субъекты имеют возможность открытого обмена информацией о рисках радиационной опасности и действиях, которые привели или могут привести к радиационным авариям.
Организация руководствуется принципом нулевой толерантности к любым проявлениям коррупции и принимает все предусмотренные законодательством меры по предотвращению, выявлению и противодействию коррупции согласно законодаткльству.
Кроме того укрепляет инфраструктуру государственного регулирования, ставит целью перейти на современные методы и инструменты государственного регулирования, информационные технологии, современные модели анализа, проверок и оценок безопасности.
Формирование положительного впечатления от деятельности органа государственного регулирования в сфере сохранности использования ядерной энергии также является важной частью стратегии Госатомрегулирования.
Государственное регулирование безопасности ядерной энергии стараются популяризировать через официальные вебпорталы европейских партнёров и социальные сети.
Это также улучшает взаимодействие и использование волонтёрского ресурса.

## История
Необходимость регулирования безопасности использования ядерной энергии в бывшем СССР возникла задолго до начала строительства первых атомных электростанций в связи с научными разработками.
Первая в СССР служба контроля радиационной безопасности была создана в 1946 году в Лаборатории № 2 (в настоящее время — РНЦ «Курчатовский институт»).
В 1958 году в Физико-энергетическом институте (Обнинск) была создана отраслевая научно-исследовательская лаборатория Министерства среднего машиностроения СССР, которая была оснащена необходимыми установками для проведения опытов по определению условий обеспечения ядерной безопасности при работе с критическими массами урана.
В дальнейшем, в связи со строительством Обнинской, Белоярской и Нововоронежской атомных электростанций, проблемам ядерной и радиационной безопасности начали уделять всё больше внимания, поэтому встал вопрос организации надзора и регулирования выполнения требований безопасности на всех этапах создания и эксплуатации ядерных реакторов. В этой связи, в 1963 году надзор за безопасностью эксплуатации атомных электростанций был передан в Центральные инспекции котлонадзора и газового надзора Министерства среднего машиностроения СССР, а также в Третье Главное управление при Министерстве здравоохранения СССР и Физико-энергетического института.
Постановлением Совета Министров СССР от 22 октября 1970 года был создан государственный надзор за обеспечением технической и ядерной безопасности при возвении и эксплуатации атомных электростанций, испытательных и исследовательских ядерных реакторов и других установок.
Согласно этому постановлению функции по государственному надзору, Госгортехнадзор СССР следит за обеспечением технической безопасности во время сооружения и эксплуатации атомных электростанций, а Министерство среднего машиностроения СССР — по ядерной безопасности, в составе которого в 1972 году была создана Государственная инспекция по ядерной безопасности.
Постановлением Совета Министров СССР от 19 июля 1983 года был образован Государственный комитет СССР по надзору за безопасным ведением работ в атомной энергетике (Госатомэнергонадзор СССР), на который были возложены функции по осуществлению систематического и действенного государственного надзора за безопасным выполнением работ в атомной энергетике.
Приказом Председателя Госатомэнергонадзора СССР от 2 июля 1984 года № 41 «Об организации региональных органов» был создан ряд региональных структур среди которых Юго-Западный округ Госатомэнергонадзора СССР (Киев, бульвар Верховного совета 3).
В соответствии с решением Совета Министров СССР от 7 апреля 1990 года № 335 Госатомэнергонадзор СССР и Госгортехнадзор СССР были преобразованы в Госпроматомнадзор СССР (приказ Госпроматомнадзора СССР). В то же время, это сочетание было признано неудачным и просуществовало только до 10 сентября 1990 года.
16 июля 1990 года Верховная Рада Украины приняла Декларацию о государственном суверенитете Украины.
24 мая 1991 года в соответствии с пятым пунктом 7 постановления Кабинета Министров РСФСР № 12 "О порядке реализации Закона РСФСР «О перечне министерств и других центральных органах государственного управления РСФСР» был создан Государственный комитет УССР по надзору за безопасным ведением работ в атомной энергетике.
03 февраля 1992 года согласно пункту 1 постановления Кабинета Министров Украины № 52 «О создании Государственного комитета Украины по ядерной и радиационной безопасности», Государственный комитет УССР по надзору за безопасным ведением работ в атомной энергетике был преобразован в Государственный комитет Украины по ядерной и радиационной безопасности (Гостомнадзор Украины).
15 декабря 1994 года в соответствии с пунктом 1 Указа Президента Украины № 768/94 на базе Министерства охраны окружающей природной среды Украины и Государственного комитета Украины по ядерной и радиационной безопасности создано Министерство охраны окружающей природной среды и ядерной безопасности Украины (эти два министерства потеряли независимый статус).
13 марта 1999 года в соответствии с подпунктом а) пункта 1 Указа Президента Украины № 250/99 создана Государственная администрация ядерного регулирования Украины, которая была подчинена Министерству охраны окружающей природной среды и ядерной безопасности Украины.
15 декабря 1999 года в соответствии с подпункта а) пункта 1 Указа Президента Украины № 1573/99 образовано Министерство экологии и природных ресурсов Украины на базе Министерства охраны окружающей природной среды и ядерной безопасности Украины, Комитета Украины по геологии и использованию недр, Комитета Украины по вопросам гидрометеорологии, Государственной администрации ядерного регулирования Украины, Главного управления геодезии, картографии и кадастра и Государственной комиссии по делам испытаний и регистрации средств защиты и регуляторов роста ликвидируемых растений и удобрений.
05 декабря 2000 года в соответствии с пунктом 1 Указа Президента Украины № 1303/2000 создан Государственный комитет ядерного регулирования Украины (восстановлен независимый статус министерства).
09 декабря 2010 в соответствии с пунктом 3 Указа Президента Украины № 1085/2010 Государственный комитет ядерного регулирования Украины был переименован в Государственную инспекцию ядерного регулирования Украины.
20 октября 2019 года в соответствии с пунктом 6 раздела III постановления Кабинета Министров Украины № 879 направление и координация деятельности Госатомрегулирования возложено на Министра энергетики и защиты окружающей среды (утрата независимого статуса)
23 октября 2019 года постановлением Кабинета Министров Украины № 924 внесены изменения в раздел ІІІ схемы направления и координации деятельности центральных органов исполнительной власти, утверждённым постановлением Кабинета Министров Украины от 20 октября 2019 г. № 879, согласно которым направление и координация деятельности Госатомрегулирования осуществляется министром Украины (восстановление независимого статуса).